# Vuelta a San Juan 2018
La Vuelta a San Juan 2018, trentaseiesima edizione della corsa, valevole come prova dell'UCI America Tour 2018 categoria 2.1, si svolse in sette tappe dal 21 al 28 gennaio 2018 su un percorso di 959,4 km, con partenza e arrivo a San Juan, in Argentina. Inizialmente appannaggio dell'argentino Gonzalo Najar, in seguito alla positività del corridore ad un controllo antidoping, la vittoria andò allo spagnolo Óscar Sevilla, che completò il percorso in 21h59'57", precedendo l'italiano Filippo Ganna e il colombiano Rodolfo Torres.
Al traguardo di San Juan 151 ciclisti (148 in seguito alla squalifica di tre di essi), su 165 alla partenza, portarono a termine la competizione.

## Tappe
| Tappa  | Data       | Percorso                                            | km    | Vincitore di tappa          | Leader cl. generale         |
| ------ | ---------- | --------------------------------------------------- | ----- | --------------------------- | --------------------------- |
| 1ª     | 21 gennaio | San Juan > Pocito                                   | 148,9 | Fernando Gaviria            | Fernando Gaviria            |
| 2ª     | 22 gennaio | Peri Lago Punta Negra > Peri Lago Punta Negra       | 149,9 | Román Villalobos            | Román Villalobos            |
| 3ª     | 23 gennaio | San Juan > San Juan (cron. individuale)             | 14,4  | Ryan Mullen                 | Filippo Ganna               |
| 4ª     | 24 gennaio | San José de Jáchal > Valle Fértil/Villa San Agustín | 182,8 | Maximiliano Richeze         | Filippo Ganna               |
|        | 25 gennaio | giorno di riposo                                    |       |                             |                             |
| 5ª     | 26 gennaio | San Martín > Alto Colorado                          | 169,5 | Gonzalo Najar Óscar Sevilla | Gonzalo Najar Óscar Sevilla |
| 6ª     | 27 gennaio | San Juan/Cantoni > San Juan/Cantoni                 | 152,6 | Jelle Wallays               | Gonzalo Najar Óscar Sevilla |
| 7ª     | 28 gennaio | San Juan > San Juan                                 | 141,3 | Giacomo Nizzolo             | Gonzalo Najar Óscar Sevilla |
| Totale | Totale     | Totale                                              | 959,4 |                             |                             |

## Squadre e corridori partecipanti
| N.      | Cod. | Squadra                        |
| ------- | ---- | ------------------------------ |
| 1-6     | TFS  | Trek-Segafredo                 |
| 11-16   | ARG  | Argentina                      |
| 21-26   | TBM  | Bahrain-Merida                 |
| 31-36   | BOH  | Bora-Hansgrohe                 |
| 41-46   | QST  | Quick-Step Floors              |
| 51-56   | ANS  | Androni Giocattoli-Sidermec    |
| 61-66   | ITA  | Italia                         |
| 71-76   | CJR  | Caja Rural-Seguros RGA         |
| 81-86   | LTS  | Lotto Soudal                   |
| 91-96   | UAD  | UAE Team Emirates              |
| 101-106 | MOV  | Movistar Team                  |
| 111-116 | ICA  | Israel Cycling Academy         |
| 121-126 | UHC  | UnitedHealthcare               |
| 131-136 | SEP  | Empleados Públicos de San Juan |

| N.      | Cod. | Squadra                       |
| ------- | ---- | ----------------------------- |
| 141-146 | CHL  | Cile                          |
| 151-156 | WIL  | Wilier Triestina-Selle Italia |
| 161-166 | BRA  | Brasile                       |
| 171-177 | EMP  | Municipalidad de Pocito       |
| 181-186 | URY  | Uruguay                       |
| 191-196 | ACM  | Asociación Civil Mardan       |
| 201-206 | MED  | Medellín                      |
| 211-216 | CAS  | Canel's-Specialized           |
| 221-227 | MDR  | Municipalidad de Rawson       |
| 231-237 | AVF  | Agrupación Virgen de Fátima   |
| 241-246 | TRE  | Trevigiani Phonix-Hemus 1896  |
| 251-256 | CZS  | Coldeportes Zenú Sello Rojo   |
| 261-266 | CUB  | Cuba                          |

## Dettagli delle tappe

### 1ª tappa
- 21 gennaio: San Juan > Pocito – 148,9 km

Risultati
| Pos. | Corridore         | Squadra      | Tempo    |
| ---- | ----------------- | ------------ | -------- |
| 1    | Fernando Gaviria  | Quick-Step   | 3h15'23" |
| 2    | Niccolò Bonifazio | Bahrain-Mer. | s.t.     |
| 3    | Matteo Pelucchi   | Bora         | s.t.     |

| Pos. | Corridore         | Squadra      | Tempo    |
| ---- | ----------------- | ------------ | -------- |
| 1    | Fernando Gaviria  | Quick-Step   | 3h15'13" |
| 2    | Niccolò Bonifazio | Bahrain-Mer. | a 4"     |
| 3    | Matteo Pelucchi   | Bora         | a 6"     |

### 2ª tappa
- 22 gennaio: Peri Lago Punta Negra > Peri Lago Punta Negra – 149,9 km

Risultati
| Pos. | Corridore        | Squadra       | Tempo    |
| ---- | ---------------- | ------------- | -------- |
| 1    | Román Villalobos | Canel's       | 3h25'06" |
| 2    | Ricardo Escuela  | Virgen de Fá. | s.t.     |
| 3    | Tiesj Benoot     | Lotto         | s.t.     |

| Pos. | Corridore        | Squadra       | Tempo    |
| ---- | ---------------- | ------------- | -------- |
| 1    | Román Villalobos | Canel's       | 6h40'19" |
| 2    | Ricardo Escuela  | Virgen de Fá. | a 4"     |
| 3    | Tiesj Benoot     | Lotto         | a 6"     |

### 3ª tappa
- 23 gennaio: San Juan > San Juan – Cronometro individuale – 14,4 km

Risultati
| Pos. | Corridore     | Squadra | Tempo  |
| ---- | ------------- | ------- | ------ |
| 1    | Ryan Mullen   | Trek    | 17'43" |
| 2    | Filippo Ganna | UAE     | a 25"  |
| 3    | Rafał Majka   | Bora    | a 30"  |

| Pos. | Corridore     | Squadra  | Tempo    |
| ---- | ------------- | -------- | -------- |
| 1    | Filippo Ganna | UAE      | 6h58'37" |
| 2    | Rafał Majka   | Bora     | a 5"     |
| 3    | Óscar Sevilla | Medellín | a 11"    |

### 4ª tappa
- 24 gennaio: San José de Jáchal > Valle Fértil/Villa San Agustín – 182,8 km

Risultati
| Pos. | Corridore           | Squadra    | Tempo    |
| ---- | ------------------- | ---------- | -------- |
| 1    | Maximiliano Richeze | Quick-Step | 4h31'48" |
| 2    | Giacomo Nizzolo     | Trek       | s.t.     |
| 3    | Matteo Pelucchi     | Bora       | s.t.     |

| Pos. | Corridore     | Squadra  | Tempo     |
| ---- | ------------- | -------- | --------- |
| 1    | Filippo Ganna | UAE      | 11h30'25" |
| 2    | Rafał Majka   | Bora     | a 5"      |
| 3    | Óscar Sevilla | Medellín | a 11"     |

### 5ª tappa
- 26 gennaio: San Martín > Alto Colorado – 169,5 km

Risultati
| Pos. | Corridore      | Squadra      | Tempo    |
| ---- | -------------- | ------------ | -------- |
| SQ   | Gonzalo Najar  | SEP. S. Juan | 4h16'26" |
| 1    | Óscar Sevilla  | Medellín     | 4h18'24" |
| 2    | Rodolfo Torres | Androni      | a 7"     |

| Pos. | Corridore     | Squadra      | Tempo     |
| ---- | ------------- | ------------ | --------- |
| SQ   | Gonzalo Najar | SEP. S. Juan | 15h47'52" |
| 1    | Óscar Sevilla | Medellín     | 15h48'54" |
| 2    | Filippo Ganna | UAE          | a 20"     |

### 6ª tappa
- 27 gennaio: San Juan/Cantoni > San Juan/Cantoni – 152,6 km

Risultati
| Pos. | Corridore      | Squadra          | Tempo    |
| ---- | -------------- | ---------------- | -------- |
| 1    | Jelle Wallays  | Lotto            | 3h15'28" |
| 2    | Róbigzon Oyola | Medellín         | a 2"     |
| 3    | Travis McCabe  | UnitedHealthcare | s.t.     |

| Pos. | Corridore     | Squadra      | Tempo     |
| ---- | ------------- | ------------ | --------- |
| SQ   | Gonzalo Najar | SEP. S. Juan | 19h03'43" |
| 1    | Óscar Sevilla | Medellín     | 19h04'34" |
| 2    | Filippo Ganna | UAE          | a 20"     |

### 7ª tappa
- 28 gennaio: San Juan > San Juan – 141,3 km

Risultati
| Pos. | Corridore           | Squadra    | Tempo    |
| ---- | ------------------- | ---------- | -------- |
| 1    | Giacomo Nizzolo     | Trek       | 2h55'23" |
| 2    | Maximiliano Richeze | Quick-Step | s.t.     |
| 3    | Álvaro José Hodeg   | Quick-Step | s.t.     |

| Pos. | Corridore     | Squadra      | Tempo     |
| ---- | ------------- | ------------ | --------- |
| SQ   | Gonzalo Najar | SEP. S. Juan | 21h59'06" |
| 1    | Óscar Sevilla | Medellín     | 21h59'57" |
| 2    | Filippo Ganna | UAE          | a 20"     |

## Evoluzione delle classifiche
| Tappa              | Vincitore                   | Classifica generale Maglia bianca | Classifica scalatori Maglia ocra | Classifica sprint intermedi Maglia gialla | Classifica giovani Maglia verde | Classifica a squadre        |
| ------------------ | --------------------------- | --------------------------------- | -------------------------------- | ----------------------------------------- | ------------------------------- | --------------------------- |
| 1ª                 | Fernando Gaviria            | Fernando Gaviria                  | Pablo Anchieri                   | Adrián Richeze                            | Manuel Peñalver                 | UAE Team Emirates           |
| 2ª                 | Román Villalobos            | Román Villalobos                  | Ignacio de Jesús Prado           | Adrián Richeze                            | Filippo Ganna                   | Coldeportes Zenú Sello Rojo |
| 3ª                 | Ryan Mullen                 | Filippo Ganna                     | Ignacio de Jesús Prado           | Adrián Richeze                            | Filippo Ganna                   | Trek-Segafredo              |
| 4ª                 | Maximiliano Richeze         | Filippo Ganna                     | Pablo Alarcón                    | Adrián Richeze                            | Filippo Ganna                   | Trek-Segafredo              |
| 5ª                 | Gonzalo Najar Óscar Sevilla | Gonzalo Najar Óscar Sevilla       | Daniel Juárez                    | Adrián Richeze                            | Filippo Ganna                   | Medellín                    |
| 6ª                 | Jelle Wallays               | Gonzalo Najar Óscar Sevilla       | Daniel Juárez                    | Adrián Richeze                            | Filippo Ganna                   | Medellín                    |
| 7ª                 | Giacomo Nizzolo             | Gonzalo Najar Óscar Sevilla       | Daniel Juárez                    | Adrián Richeze                            | Filippo Ganna                   | Medellín                    |
| Classifiche finali | Classifiche finali          | Gonzalo Najar Óscar Sevilla       | Daniel Juárez                    | Adrián Richeze                            | Filippo Ganna                   | Medellín                    |

## Classifiche finali

### Classifica generale - Maglia bianca
| Pos. | Corridore         | Squadra      | Tempo     |
| ---- | ----------------- | ------------ | --------- |
| SQ   | Gonzalo Najar     | SEP. S. Juan | 21h59'06" |
| 1    | Óscar Sevilla     | Medellín     | 21h59'57" |
| 2    | Filippo Ganna     | UAE          | a 20"     |
| 3    | Rodolfo Torres    | Androni      | a 50"     |
| 4    | Rafał Majka       | Bora         | a 1'07"   |
| 5    | Tiesj Benoot      | Lotto        | a 1'08"   |
| 6    | Omar Mendoza      | Medellín     | a 1'17"   |
| 7    | Dayer Quintana    | Movistar     | a 2'07"   |
| 8    | Kanstancin Siŭcoŭ | Bahrain-Mer. | a 2'28"   |
| 9    | Rémi Cavagna      | Quick-Step   | a 2'35"   |
| 10   | Jarlinson Pantano | Trek         | a 2'41"   |

### Classifica scalatori - Maglia ocra
| Pos. | Corridore      | Squadra          | Punti |
| ---- | -------------- | ---------------- | ----- |
| 1    | Daniel Juárez  | Mardán           | 29    |
| 2    | Alex Cano      | Coldeportes      | 28    |
| 3    | Pablo Alarcón  | Canel's          | 22    |
| 4    | Gerardo Tivani | Mun. Pocito      | 16    |
| SQ   | Gonzalo Najar  | SEP. S. Juan     | 10    |
| 5    | Daniel Eaton   | UnitedHealthcare | 10    |

### Classifica sprint intermedi - Maglia gialla
| Pos. | Corridore      | Squadra          | Punti |
| ---- | -------------- | ---------------- | ----- |
| 1    | Adrián Richeze | Virgen de Fá.    | 17    |
| 2    | Daniel Juárez  | Mardán           | 8     |
| 3    | Germán Tivani  | Mun. Pocito      | 8     |
| 4    | Carlos Alzate  | UnitedHealthcare | 7     |
| 5    | Michal Kolář   | Bora             | 5     |

### Classifica giovani - Maglia verde
| Pos. | Corridore        | Squadra     | Tempo     |
| ---- | ---------------- | ----------- | --------- |
| 1    | Filippo Ganna    | UAE         | 22h00'17" |
| 2    | Jhonatan Narváez | Quick-Step  | a 3'56"   |
| 3    | Miguel Flórez    | Wilier      | a 9'47"   |
| 4    | Cristian Muñoz   | Coldeportes | a 10'36"  |
| 5    | Montoya Javier   | Trevigiani  | a 13'43"  |

### Classifica a squadre
| Pos. | Squadra                     | Tempo     |
| ---- | --------------------------- | --------- |
| 1    | Medellín                    | 66h03'58" |
| 2    | Androni Giocattoli-Sidermec | a 2'23"   |
| 3    | Bora-Hansgrohe              | a 12'48"  |
| 4    | Movistar Team               | a 16'43"  |
| 5    | Quick-Step Floors           | a 17'22"  |